# 宮城県薬剤師会
一般社団法人宮城県薬剤師会（いっぱんしゃだんほうじんみやぎけんやくざいしかい、英称: Miyagi Pref. Pharmaceutical Association）は、宮城県の薬剤師を会員とする法人。

## 本部所在地
〒989-3126 宮城県仙台市青葉区落合2-15-26

## 郡市薬剤師会
- 仙台市薬剤師会
- 石巻薬剤師会
- 仙南支部
- 岩沼支部
- 栗原支部
- 登米支部
- 大崎支部